# تقاعد كاسيني

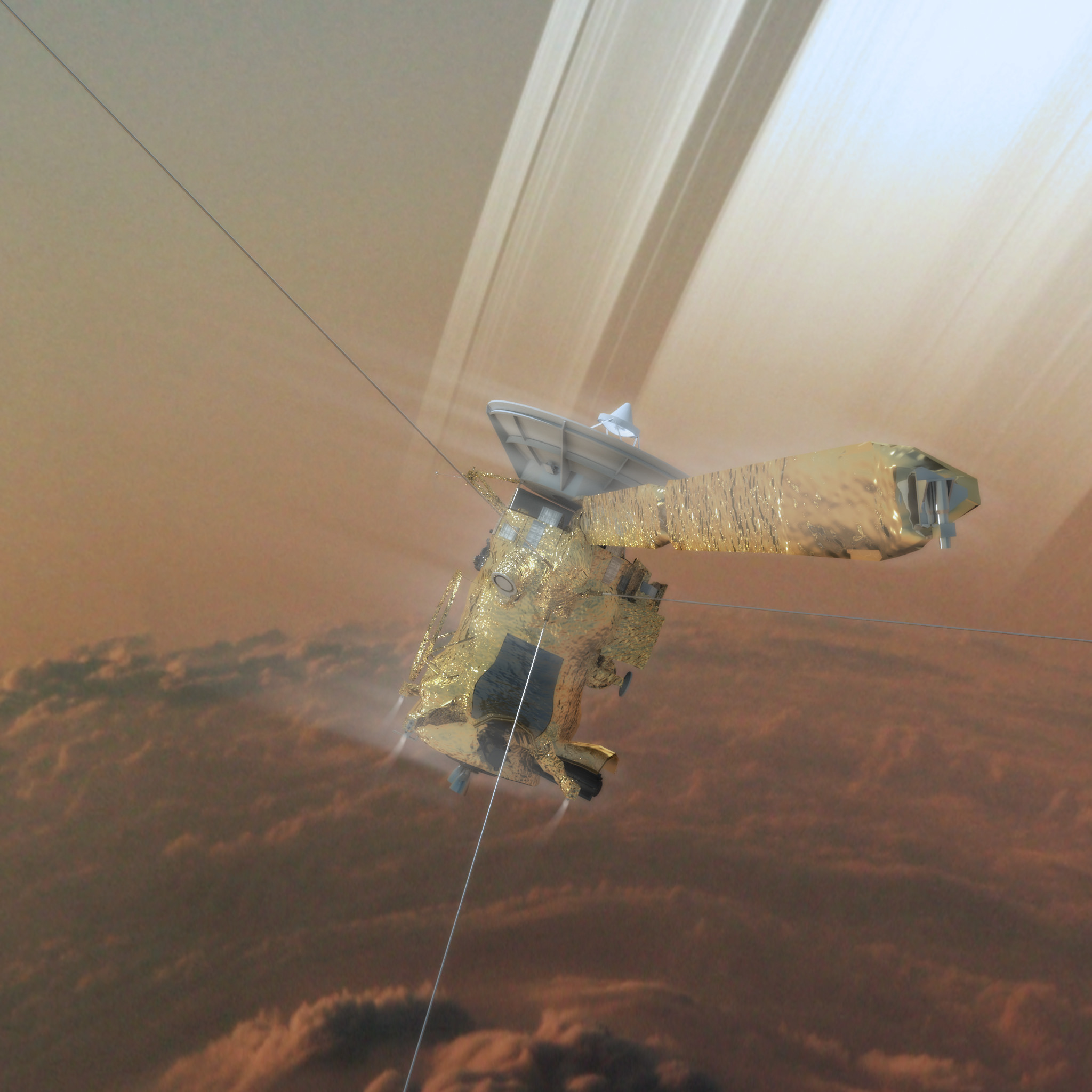
تصوير فني لدخول المسبار كاسيني في غلاف زحل الجوي.

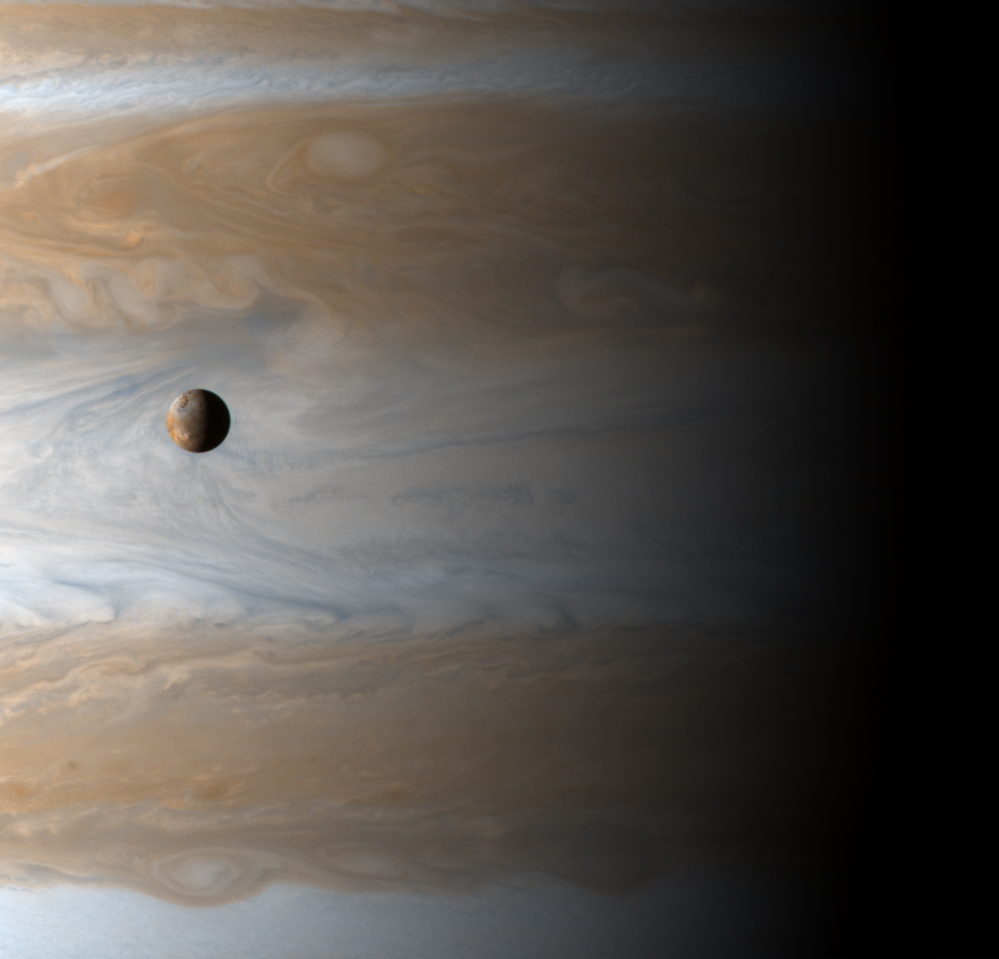
كان أحد الاحتمالات هو إعادة إرسال كاسيني إلى المشتري. يظهر هنا تصوير كاسيني للمشتري وآيو في 1 يناير 2001.

تم إنهاء مهمة المسبار الفضائي كاسيني عن طريق إدخاله في غلاف زحل الجوي في 15 سپتمبر 2017. تم اختيار هذه الطريقة لأنه من الضروري ضمان الحماية ومنع التلوث البيولوجي لأي من أقمار زحل التي يُعتقد الآن أنها يمكن أن تكون صالحة للسكن. العوامل التي يمكن أن تؤثر على طريقة إنهاء المهمة هي مقدار وقود الصواريخ الذي تبقى، وصحة المسبار الفضائي، وتمويل العمليات على الأرض.
بعض الاحتمالات لمراحل كاسيني اللاحقة كانت كبح هوائي في المدار حول تيتان، وترك نظام زحل، أو طيران قريب/أو تغيير مداره. على سبيل المثال، كان يمكن أن يجمع بيانات الريح الشمسية في مدار شمسي المركز.

## التخطيط لنهاية المهمة
أثناء التخطيط لمهمته الموسَّعة تم تقييم مختلف الخطط المستقبلية لكاسيني على أساس القيمة العلمية والتكلفة والوقت. وشملت بعض الخيارات التي تمت دراستها التصادم مع غلاف زحل الجوي أو قمر جليدي أو الحلقات، وأيضًا مغادرة مدار زحل إلى المشتري أو أورانوس أو نپتون أو قنطور. وشملت الخيارات الأخرى تركه في مدارات مستقرة محددة حول زحل، أو المغادرة إلى مدار شمسي المركز. وكل خطة كانت تتطلب كميات محددة من الوقت وتغييرات في السرعة. وكان هناك احتمال آخر هو كبح هوائي إلى داخل مدار حول تيتان.

## وصلات خارجية
- Cassini-Huygens at وكالة الفضاء الأوروبية
- Cassini-Huygens main page نسخة محفوظة 27 ديسمبر 2012 على موقع واي باك مشين. at ناسا
- Cassini Mission Homepage by the مختبر الدفع النفاث
- Cassini-Huygens Mission Profile by NASA's Solar System Exploration
- Grand Finale Overview at ناسا